# Klejowa Góra
Klejowa Góra – wybitny, górzysty półwysep w Masywie Trzech Koron w Pieninach Właściwych. Wraz z Łysiną tworzy tzw. grupę Łysiny, która jest z trzech stron opływana przez Dunajec, tworzący tutaj największy ze swoich przełomów, zwanych Przełomami Dunajca. Klejowa Góra wysuwa się w południowym kierunku z Facimiecha. Jest porośnięta lasem, ale dawniej istniały na niej polanki, które zarastają lasem od czasu utworzenia Pienińskiego Parku Narodowego i zaprzestania ich koszenia. Jeszcze tylko wzdłuż brzegu Dunajca istnieją resztki polany Rówienki, na której dawniej istniało samotne gospodarstwo. Poniżej niej istniała polana Zimna, która była koszona, a siano przewożone na drugą stronę Dunajca do Sromowiec Niżnych dopiero zimą saniami po lodzie. Na północnym cyplu Klejowej Góry zarastająca polana Facimiech, od której wziął nazwę ten imponująco wyglądający szczyt – urwisko skalne podcięte wodami Dunajca.
Na południowo-zachodnich zboczach rośnie typowy las jodłowy, z potężnymi jodłami liczącymi sobie ok. 150 lat. Wielką atrakcją przyrodniczą są jedne z ostatnich w Polsce stanowisk jałowca sawiny. Naliczono ich na Facimiechu i Klejowej Górze 6 (w całych Pieninach jest ich 8). Z rzadkich w Polsce roślin ma tutaj rośnie tutaj jeszcze tawuła średnia.
Klejowa Góra znajduje się w Pienińskim Parku Narodowym w granicach wsi Sromowce Niżne, w województwie małopolskim, w powiecie nowotarskim, w gminie Czorsztyn. Nie jest udostępniona turystycznie. Cały ten rejon to jeden z bardziej dzikich i trudno dostępnych zakątków Pienin, gdzie przyroda rządzi się swoimi prawami.